# O.K. John
Pour plus de détails, voir Fiche technique et Distribution.
O.K. John est un film dramatique italien réalisé par Ugo Fasano (it) et Giovanni D'Eramo et sorti en 1947.

## Fiche technique
- Titre original italien : O.K. John[1],[2]
- Réalisation : Ugo Fasano (it), Giovanni D'Eramo
- Scenario : Cesare Vico Ludovici, Ugo Fasano (it), Carmine Bologna
- Photographie :	Gastone Di Giovanni, Giovanni Edmondo Albertini
- Montage : Otello Colangeli
- Musique : Alberico Vitalini
- Décors : Mario Schera
- Production : Vincenzo Cesano
- Société de production : Roi Film
- Pays de production :  Italie
- Langue originale : Italien
- Format : Noir et blanc - 1,37:1
- Durée : 94 minutes
- Genre : Drame
- Dates de sortie :
  - Italie : 1947

## Distribution
- Paolo Aiassa
- Omero Angeli : Paolo
- Franco Atteni
- Leo Croce
- Ivana Doris
- Don Giorgi
- Francesco Jandolo
- Graziella Onorato
- Paolo Nesti
- Claudio Palma
- Renato Troiani

## Production
Le film est tourné en 1946 avec des acteurs non professionnels d'après leur propre vécu. Certaines scènes du film ont été tournées dans la Via di Villa Massimo, au bord d'une fontaine. D'autres prises de vues ont été réalisées sur le lac de Bracciano.

## Accueil
Le film a enregistré 4 795 455 entrées en Italie, rapportant 263 750 000 lires, ce qui positionne le film en 5e place du box-office Italie 1947.
Selon le volume XXI du Segnalazioni Cinematografiche pulié en 1947, « Le film est en réalité une tranche de vie réellement vécue par certains des acteurs. Il a les qualités et les défauts dérivant d'un tel cadre, mais c'est néanmoins une œuvre intéressante qui captive et émeut profondément ».